# Gornje Babine
Gornje Babine (cyr. Горње Бабине) – wieś w Serbii, w okręgu zlatiborskim, w gminie Prijepolje. W 2011 roku liczyła 217 mieszkańców.